# Pervomajskaja (metrostation Moskou)
Pervomajskaja (Russisch: Первомайская) is een station aan de Arbatsko-Pokrovskaja-lijn van de Moskouse metro.  Het maakt deel uit van de tweede verlenging van lijn 3 die in oktober 1961 werd geopend. Het station is het eerste ondiep gelegen zuilenstation dat is opgebouwd uit geprefabriceerde beton elementen. Deze constructie heeft veel weg van een badkamer door de betegeling van de wanden en de verder sobere uitvoering. In de jaren 60 en 70 van de twintigste eeuw is het station vele malen gekopieerd bij de aanleg van diverse verlengingen van metrolijnen in Moskou, al bestaat er een grote verscheidenheid in de bekleding van de zuilen op het perron.

## Galerij

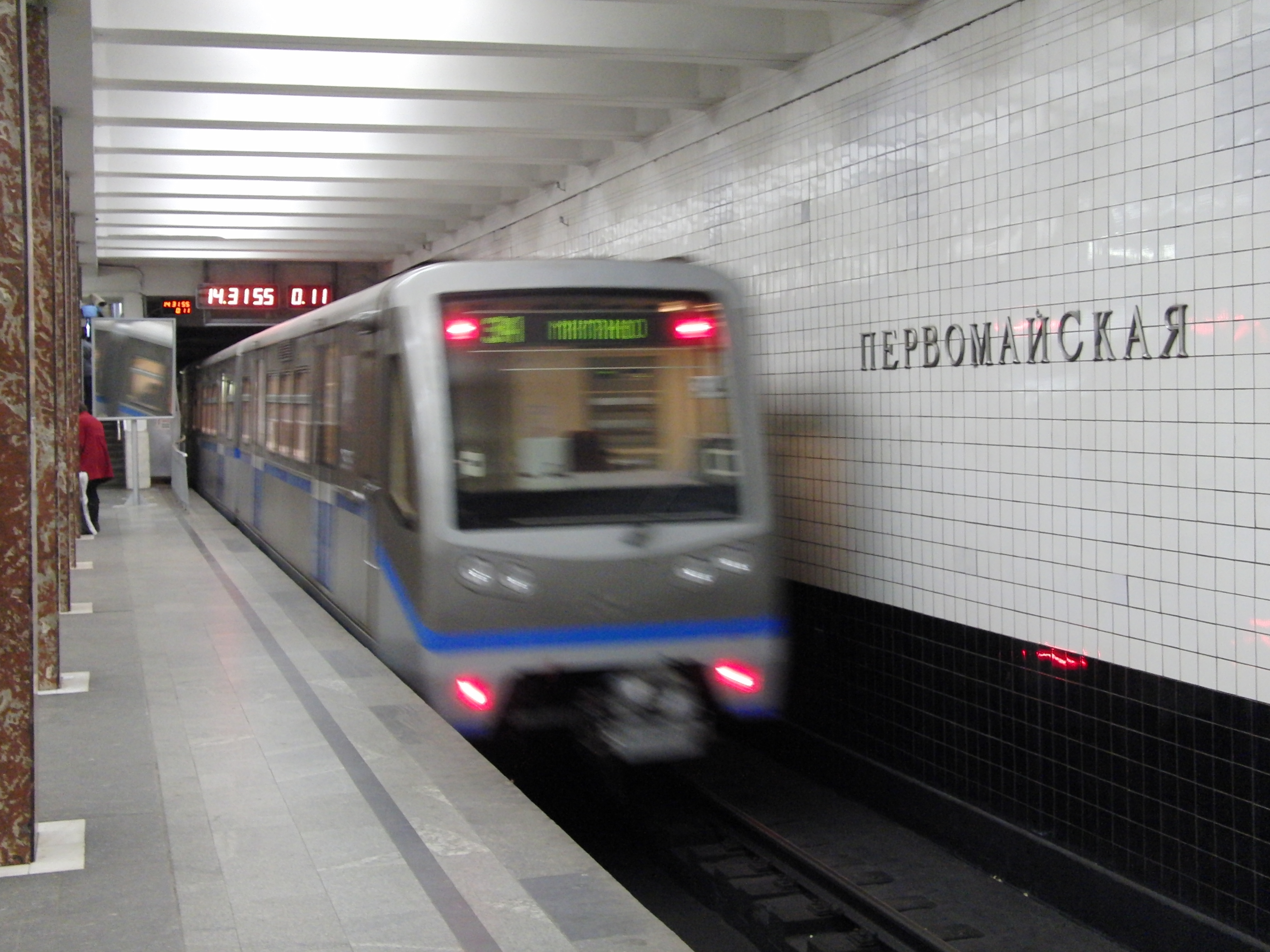
Metro bij vertrek naar het westen